# Бегай, Ромела
Ромела Бегай (алб. Romela Begaj; род. 2 ноября 1986 года) — албанская тяжелоатлетка, знаменосец команды Албании.

## Биография
На Олимпиаде-2008 в Пекине с результатом 98 кг в рывке и 118 кг в толчке стала шестой.
На следующей Олимпиаде в Лондоне с результатом 216 кг в сумме (101 кг в рывке, 115 кг в толчке) стала 11-й.
11 января 2018 года была повторно дисквалифицирована на 8 лет (до 11.01.2026) после положительного результата допинг-пробы спортсменки, взятой на чемпионате мира в Анахайме. Также атлетка была лишена серебряной медали чемпионата мира.